# Língua krio
Krio é a lingua franca e a língua nacional de facto da Serra Leoa. O idioma Krio é falado por 98% da população da Serra Leoa e une todos os diversos grupos étnicos no país, especialmente no comércio e interação social. O krio é a primeira língua de comunicação entre os serra-leoneses tanto no seu país como no estrangeiro. É língua materna dos Crioulos da Serra Leoa ou  Krios. Apesar da sua extensão, a língua inglesa é a língua oficial da Serra Leoa, enquanto o krio não tem o mesmo estatuto. 